# Hivern al Karabagh (1403-1404)
L'Hivern al Karabagh va ser un dels fets destacats de la Campanya dels Set Anys (1399-1404), en concret quan Timur va passar el hivern del 1403 al 1404 al Karabagh.
Quan la tasca de Baylakan va estar acabada es va instal·lar en unes còries (cases de palla) que havia fet construir, on destacava la còria imperial; allí van anar tots els prínceps, els nevians, oficials i servidors. Fou un campament magnífic. Allí s'havia de celebrar un kurultai i foren cridats alguns prínceps com Rustem, que estava absent, que va acudir via Kulajhi i Sunatai. En aquest kurultai fou investit formalment del govern de l'Azerbaijan el príncep Muhammad Umar.
Allí es va tenir notícia de la revolta de Iskandar-i Shaykhi de Damawand i Firuzkuh, principat que havia recuperat amb el permis de Timur. Sulayman Xah fou enviat a verificar la revolta i el príncep Rustem per assistir a l'amir. Si Iskandar es sotmetia humilment, se li havien de donar totes les facilitats i garanties però si persistia en la revolta se l'havia de destruir i a tal efecte es mobilitzava la cavalleria de Qom, Kaixan i Derguzin.
Després de marxar l'amir i el príncep, Xaikh Ibrahim de Xirvan va preparar un gran banquet i va oferir molts regals al emperadors i a les princeses. En aquest temps fou portat al campament imperial el príncep Nur Ward, fill del jalayírida Ahmad ibn Uways, que tenia 18 anys i havia nascut durant la guerra. Com ja hem dit, durant el hivern, Timur va rebre nombrosos doctors religiosos i gent de lleis de Transoxiana, especialment de Kix, Samarcanda, Bukharà i Tirmidh, entre els quals els fills dels kans de Tirmidh, Abd al-Awal, Khoja Asam al-Din, Khoja Afdal Katxi i Abd al-Hamid i Abd al-Rahman, fills del xaikh de Kish, al-Islam.
Una circumstància especial fou la presentació dels comptes de la província de Kirman, per part d'Ideku Barles; en aquests comptes els secretaris del diwan havien inscrit una suma excessiva i Timur va decidir donar un cop d'ull a la situació.; llavors es va presentar Buyan Agha, filla d'Hajji Barles (el oncle de Timur) que estava embarassada d'Ideku; anava acompanyada de la seva filla Agatxe Agha i entre les dues van dissuadir a Timur de fer cap investigació mitjançant un pagament i Ideku es va comprometre a pagar determinada quantitat i fou autoritzat a tornar al seu govern de Kirman on Timur ja havia enviat a Baiazet Barles, fill del germà d'Ideku. Bayazid fou cridat a tornar a la cort. Un fill de Buyan Agha, de nom Abushirwan, fou enviat a l'Azerbaidjan per estudiar els ingressos i despeses de la província. A Sari va nomenar governador a Pir Muhammad Pulad, un dels amirs de Xah Rukh. La princesa Beg Mulk Agha, esposa de Pir Muhammad ibn Jahangir (governador de Kabul, Gazni i Kandahar) va sortir del govern del seu marit per anar a la cort amb els seus tres joves fills: Khalid, Buzungird i Sultan Mahdi.
Després de les morts recents de Baiazet I, Muhammad Sultan, Saif ad-din Nukuz i Sultan Mahmud Khan, Timur gairebé no necessitava més recordatoris sobre la mortalitat pròpia. Però a la primavera de 1404, quan el gran cos de l'exèrcit tàrtar es va allunyar de les pastures després d'una última cacera espectacular, va patir una altra pèrdua personal. Shaikh Baraka, el seu mentor espiritual, l'home que l'havia acompanyat durant les seves campanyes durant anys, que l'havia despertat a ell i a les seves tropes a una magnífica processó de victòries, va arribar a l'oest per expressar el seu dolor per la mort de l'hereu de Timur. L'alegria del tàrtar per aquesta inesperada reunió va ser massa breu. Aquesta va ser la darrera vegada que es van reunir. Baraka seguia Baiazet I i Muhammad Sultan a la seva tomba. Timur va enviar el seu cos a Ankhud.
Les consideracions dinàstiques començaven a ser importants. L'emperador envellit va traçar una successió fluida després de la seva mort. El seu net Pir Muhàmmad ibn Úmar Xaykh havia rebut Fars amb la ciutat de Siraz. El seu germà, el jove Rustem, va assumir el control d'Esfahan. El príncep Khalil Sultan tindria les terres entre el Caucas i Trebisonda a la costa nord d'Àsia Menor (Arran, Baylakan, Armènia i Geòrgia); el seu germà Abu Bakr va rebre l'Iraq Arabí amb Bagdad, la tribu Oirat, Mardin i Diyar Bakr; i un tercer germà Umar (o Muhammad Umar) va rebre Azerbaidjan (amb Gilan i Rustumdar) i l'Iraq Ajamita. Andijan i Kaixgar estaven en mans d'Ibrahim Sultan fill de Xah Rukh (governador al seu torn del Khurasan, Sistan i Mazanderan). Taixkent, Ashbara i Sayram (frontera de Turkestan) corresponien a un altre fill de Xah Rukh, el príncep Ulugh Beg. Kabul i Gazni corresponien a Pir Muhammad, fill de Jahangir (que finalment fou designat hereu al haver mort el hereu Muhammad Sultan). Timur abans d'abandonar la regió del Karabakh i dirigir-se cap a l'Àsia central, encara va fer un darrer nomenament: els governs de Hamadan, Nihawand, Burudjird i Lur-i Kučik foren concedits al príncep Iskandar.
Com afers d'estat cal indicar que va rebre a molts alts oficials, doctors en lleis i religió, recaptadors i governadors de l'imperi als que va dirigir un discurs. Poc abans d'abandonar la regió va arribar el príncep Malik Issa de Mardin amb diversos regals i la seva filla promesa al príncep Abu Bakr. També va arribar el príncep de Vastan, Malik Izz al-Din Shir. Fou llavors que Timur va dictar una darrera ordre: tots els oficials petits o gran de l'antic domini d'Hulagu (en aquest terme s'incloïa l'Iraq Ajamita i l'Azerbaidjan) i de l' Iraq Arabí, havia d'enviar un fill o germà a residir a Samarcanda. A finals de març va ordenar el banquet mortuori del aniversari del decés del príncep Muhammad Sultan, del que es beneficiaren principalment els religiosos i els pobres, al final del qual la princesa Khan Zade va marxar a Sultaniya i allí va agafar el taüt del seu fill (que era a la tomba del profeta Haydar) i el va prendre cap a Samarcanda. Timur va organitzar una cacera a la plana d'Akhtam, a la vora de l'Araxes (al nord del riu); en tres dies es va tancar el cercle i es va procedir a la matança d'animals anomenada kamarmitxi. Al final de la cacera Timur va autoritzar el retorn dels caps religiosos que l'havien visitat i encara restaven amb ell.